# Miesesopening
De Miesesopening, een schaakopening beginnend met 1.d2-d3 valt onder de categorie van de damepionopeningen, en is een ietwat passieve openingszet die de zwartspeler veel vrijheid geeft om een eigen openingsstrategie uit te voeren.
In deze categorie zijn de volgende voortzettingen bekend: 

1. ...e5 2.Pd2, de Valenciavariant

1. ...c5 2.Pc3 Pc6 3.g3, de Venezolanavariant